# Ossuaire de Boucheporn
Pour les articles homonymes, voir Ossuaire (homonymie).
L'ossuaire de Boucheporn est un édifice situé dans la commune française de Boucheporn, en Moselle.

## Histoire
La façade principale est inscrite au titre des monuments historiques par arrêté du 23 novembre 1987.
L'année de campagne de construction est 1846.